# Simon Vukčević
Pour les articles homonymes, voir Vukčević.
Simon Vukčević est un footballeur international monténégrin, né le 29 janvier 1986 à Titograd (Yougoslavie, aujourd'hui au Monténégro). Il joue au poste de milieu offensif.

## Biographie
Simon Vukčević joue principalement en faveur du Partizan Belgrade et du Sporting Portugal.
Il dispute 77 matchs en première division portugaise, inscrivant 13 buts dans ce championnat. Il joue par ailleurs 17 matchs en Ligue des champions.
Avec l'équipe de Serbie-et-Monténégro il participe au Championnat d'Europe espoirs 2004 et aux Jeux olympiques de 2004.

## Palmarès
Partizan Belgrade
- Champion de Serbie-et-Monténégro en 2003 et en 2005.

 Sporting Portugal
- Vainqueur de la Coupe du Portugal en 2008.
- Vainqueur de la Supercoupe du Portugal en 2007 et 2008.